# Copa de la Superliga Argentina
La Copa de la Superliga Argentina fue un torneo oficial de fútbol, organizado por el ente homónimo en representación de la Asociación del Fútbol Argentino, que se agregó temporalmente a las copas nacionales de disputa regular. La jugaban, anualmente, los equipos que participaban del campeonato de Primera División en curso. Tras su cancelación en la temporada 2019-20, fue reemplazada por la Copa de la Liga Profesional para definir el cupo de clasificación que otorgaba a la Copa Libertadores.
La primera edición se jugó por eliminación directa y los seis primeros de la tabla final de posiciones del campeonato de Primera División 2018-19 clasificaron directamente a los octavos de final; los veinte equipos restantes disputaron una ronda preliminar. La primera fase, los octavos, cuartos y semifinales, fueron con partidos de ida y vuelta, siendo la final a partido único, en cancha neutral.
Por su parte, a la segunda edición la disputaban los 24 equipos que participaron de la temporada regular 2019-20, divididos en dos zonas de doce clubes cada uno, que jugaban mediante el sistema de todos contra todos, a una sola rueda, en donde los dos primeros de cada grupo jugaban las semifinales. Los ganadores se enfrentaban en la final. No obstante, fue cancelada definitivamente después de la disputa parcial de la primera fecha debido a la pandemia de covid-19.
En la primera edición, el campeón obtuvo una plaza para la Copa Libertadores, mientras que el subcampeón clasificó a la Copa Sudamericana. En la segunda edición, el campeón hubiera clasificado para la Copa Libertadores 2021, pero la plaza quedó vacante y, en su lugar, se disputó la Copa de la Liga Profesional.
El campeón de la única edición finalizada fue el Club Atlético Tigre.

## Finales
| Edición | Campeón | Resultado | Subcampeón   | Sede de la final                      |
| ------- | ------- | --------- | ------------ | ------------------------------------- |
| 2019    | Tigre   | 2 - 0     | Boca Juniors | Estadio Mario Alberto Kempes, Córdoba |

## Palmarés
| Equipo       | Campeonatos | Subcampeonatos | Ediciones campeón | Ediciones subcampeón |
| ------------ | ----------- | -------------- | ----------------- | -------------------- |
| Tigre        | 1           | –              | 2019              | -                    |
| Boca Juniors | –           | 1              | -                 | 2019                 |

## Estadísticas

### Goleadores por edición
| Edición | Jugador       | Equipo           | Goles |
| ------- | ------------- | ---------------- | ----- |
| 2019    | Javier Toledo | Atlético Tucumán | 6     |